# Фёдоровка (Дымерская поселковая община)
Фёдоровка (укр. Федорівка) — село, входит в Вышгородский район Киевской области Украины.
Население по переписи 2001 года составляло 398 человек. Почтовый индекс — 07372. Телефонный код — 4596. Занимает площадь 1,8 км². Код КОАТУУ — 3221887004.

## Местный совет
07371, Киевская область, Вишгородський р-н, с.Рови, вул.Леніна,2